# Wirtschaft Namibias
| Wirtschaft Namibias                 | Wirtschaft Namibias                                                                               |
| ----------------------------------- | ------------------------------------------------------------------------------------------------- |
| Bruttoinlandsprodukt (BIP) (KKP)    | U$ 24,04 Milliarden ▼ (2019)                                                                      |
| BIP (real)                          | US$ 12,37 Milliarden ▲ (2019)                                                                     |
| Wirtschaftswachstum                 | −1,56 % (2019)                                                                                    |
| BIP pro Kopf (KKP)                  | US$ 9637 ▼ (2019)                                                                                 |
| BIP nach Sektor                     | - Landwirtschaft: 6,7 % ▲ (2016) - Industrie: 26,3 % ▼ (2016) - Dienstleistungen: 67,0 % ▲ (2017) |
| Erwerbstätige                       | 956.800 ▲ (2017)                                                                                  |
| Arbeitslosenquote                   | 34 % (2016)                                                                                       |
| Bevölkerung unterh. d. Armutsgrenze | 17,4 % ▼ (2015)                                                                                   |
| Staatshaushalt                      | Einnahmen: US$ 4,268 Milliarden ▲ (2017) Ausgaben: US$ 5,000 Milliarden ▼ (2017)                  |
| Staatsverschuldung                  | 41,3 % vom BIP ▲ (2017)                                                                           |
| Export                              | US$ 6,087 Milliarden f.o.b. ▲ (2019)                                                              |
| Import                              | US$ 9,921 Milliarden f.o.b. ▲ (2019)                                                              |
| Devisenreserven                     | US$ 2,432 Milliarden ▲ (2017)                                                                     |
| Währung                             | Namibia-Dollar                                                                                    |

Namibia besitzt eine größtenteils marktwirtschaftlich orientierte Wirtschaftsordnung. Die Hauptwirtschaftszweige sind Bergbau, Fischfang und -verarbeitung sowie Landwirtschaft und Tourismus.
Seit der Unabhängigkeit des Landes von Südafrika im Jahre 1990 tragen außerdem Handel und moderne Dienstleistungen stark zur Wirtschaftskraft des Landes bei. Zusätzlich stellt die Entwicklungshilfe eine unterstützende Einnahmequelle dar, wobei Deutschland dem Land – auch historisch bedingt – die größten Zuwendungen pro Kopf weltweit zukommen lässt.
Etwa 1,53 Millionen der 2,3 Millionen Einwohner Namibias (Stand 2018) sind im theoretisch erwerbstätigen Alter (15+ Jahre). Hiervon waren 2018 in Namibia 365.000 arbeitslos. Dies entspricht einer Arbeitslosenquote von 33,4 Prozent.
Namibia verfügt zudem über eines der dichtesten und am besten ausgebauten Straßennetze Afrikas und mit dem Hafen Walvis Bay und dem Hafen Lüderitz über zwei moderne Häfen. Ein gutes Bahnstreckennetz komplettiert die infrastrukturellen Grundlagen.
Im Global Competitiveness Index, der die Wettbewerbsfähigkeit eines Landes misst, belegt Namibia Platz 94 von 141 Ländern (Stand 2019); unter den Ländern Subsahara-Afrikas liegt Namibia hier auf dem 3. Platz (Südafrika: Platz 60, Botswana: Platz 91). Im Index für wirtschaftliche Freiheit belegt das Land 2017 Platz 78 von 180 Ländern.

## Wirtschaftssektoren

### Primärer Sektor

#### Bergbau
Etwa 12 Prozent des Bruttoinlandsprodukts (BIP; Stand 2012) von Namibia wird vom Bergbau erwirtschaftet. Rohstoffe Namibias sind vor allem Uran und Diamanten, daneben werden auch große Mengen Kupfer, Gold, Blei und Zinn gefördert. Berühmt ist das Diamantensperrgebiet um Lüderitz. Die größte Uranmine der Welt ist die Rössing-Mine nordöstlich von Swakopmund. Ein bedeutendes Kupfervorkommen befindet sich bei Tsumeb, und die ehemals weltgrößte Zinnmine befand sich in Uis.

#### Land- und Forstwirtschaft, Fischerei

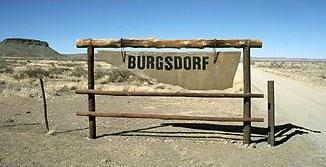
Schild der Farm Burgsdorf nahe Maltahöhe, einer für Namibia typischen Form der Savannenbewirtschaftung

Ein weiterer wichtiger Wirtschaftssektor ist die Landwirtschaft, in der etwa die Hälfte aller Erwerbstätigen in Namibia beschäftigt sind, wobei die Viehzucht von Rindern und Schafen den größten Anteil hat. Etwa ein Prozent der Landesfläche (Stand 2018) gelten als Kulturboden. Etwa 47 Prozent der Landesfläche sind landwirtschaftlich nutzbar (Stand 2018) und 8 Prozent (Stand 2018) sind Wald, was einem Rückgang von etwa 2,5 Prozentpunkten seit Unabhängigkeit entspricht.
Der Anbau von Hoodia wird in Südnamibia auf Farmen betrieben. Zudem wird vor allem Mais und unter anderem Oliven, Wein, Tafeltrauben (Aussenkehr), Datteln (Naute-Damm) und Rosen angebaut. In verschiedenen Testprojekten wird unter anderem auch Gerste und Reis angebaut. Seit 2019 werden in Mashare Heidelbeeren angebaut.
Die Fischerei, vor allem um Walvis Bay und Lüderitz, spielt eine wichtige Rolle und bildet nach dem Bergbau den wichtigsten Exportsektor.

### Sekundärer Sektor

#### Energiewirtschaft
Seit 2022 ist Namibia mit dem Aufbau von Produktions- und Handelsanlagen für grünen Wasserstoff beschäftigt und gilt dabei als Vorreiter in Afrika. Mit dem Bau der ersten Pilotanlage des Kontinents wurde im September 2023 begonnen.

### Tertiärer Sektor

#### Tourismus
Internationaler Tourismus ist ein wichtiger Wirtschaftszweig mit stark steigender Bedeutung in Namibia. Namibia verfügt über zahlreiche und weltweit einzigartige Landschafts- und Naturparks: Safaris, Gästefarmen, Lodges sowie ökologisch verträgliche Incentivereisen. Verstärkt werden auch urbane Gebiete in die Tourismusentwicklung eingeschlossen, so dass auch vormals benachteiligte Bevölkerungsgruppen an der positiven Entwicklung teilhaben können. 2013 besuchten mehr als 1,3 Millionen Reisende Namibia.

#### Kapitalmarkt
Das Land führt seit 1992 eine Wertpapierbörse mit der Bezeichnung Namibia Securities Exchange.

## Außenhandel
Im Jahr 2016 war Südafrika der wichtigste Handelspartner. 2016 wurden aus dem Nachbarland Waren im Wert von 59,1 Milliarden Namibia-Dollar importiert. Südafrika folgten als wichtigste Herkunftsländer namibischer Importe Botswana (6,7 Milliarden), Sambia (4 Milliarden), Volksrepublik China (2,8 Milliarden) und Norwegen (2,5 Milliarden). Wichtigste Exportnation Namibia war erstmals die Schweiz mit einem Exportwarenwert von 13,3 Milliarden Namibia-Dollar. Dieser folgen Südafrika (11,4 Milliarden), Botswana (10 Milliarden) und Sambia (4 Milliarden). 2019 kamen die meisten Importe, mit einem Anteil von 47 %, wiederum aus Südafrika. Die meisten Exporte gingen in jenem Jahr, mit einem Anteil von 27 %, nach China.
Namibia ist Mitglied der Welthandelsorganisation (WTO), der Südafrikanischen Entwicklungsgemeinschaft (SADC) und der Zollunion des Südlichen Afrika (SACU) (weitere Mitglieder der SACU: Eswatini, Lesotho, Republik Südafrika und Botswana). Die Verrechnungseinheiten der SACU bedingen faktisch eine Währungsunion. Relevant ist vor allem, dass durch dieses Abkommen Handelsgüter Namibias in südafrikanischen Häfen vom Zoll der Republik Südafrika abgefertigt werden können.

## Kennzahlen
Alle BIP-Werte sind in US-Dollar (Kaufkraftparität) angegeben und basieren auf Daten des Internationalen Währungsfonds.
| Jahr                                    | 1990  | 1995    | 2000     | 2005    | 2006    | 2007    | 2008    | 2009    | 2010    | 2011    | 2012    | 2013     | 2014     | 2015     | 2016     | 2017     | 2020     | 2023     |
| --------------------------------------- | ----- | ------- | -------- | ------- | ------- | ------- | ------- | ------- | ------- | ------- | ------- | -------- | -------- | -------- | -------- | -------- | -------- | -------- |
| BIP in Mrd. (Kaufkraftparität)          | 5,55  | 7,60 ▲  | 9,82 ▲   | 13,92 ▲ | 14,91 ▲ | 15,87 ▲ | 16,61 ▲ | 16,78 ▲ | 18,02 ▲ | 19,32 ▲ | 20,68 ▲ | 22,19 ▲  | 24,02 ▲  | 25,74 ▲  | 26,35 ▲  | 26,51 ▲  | 23,78 ▼  | 30,25 ▲  |
| BIP pro Kopf (Kaufkraftparität)         | 4.124 | 4.769 ▲ | 5.373 ▲  | 7.112 ▲ | 7.486 ▲ | 7.959 ▲ | 8.207 ▲ | 8.171 ▼ | 8.641 ▲ | 9.132 ▲ | 9.592 ▲ | 10.104 ▲ | 10.734 ▲ | 11.284 ▲ | 11.335 ▲ | 11.311 ▲ | 10.564 ▼ | 11.434 ▲ |
| BIP Wachstum (real)                     | …     | 4,1 %   | 3,5 %    | 4,7 %   | 3,9 %   | 3,6 %   | 2,7 %   | 0,3 %   | 6,0 %   | 5,1 %   | 5,0 %   | 5,6 %    | 6,4 %    | 6,0 %    | 1,1 %    | −1,2 %   | −8,0 %   | 2,8 %    |
| Inflation (in Prozent)                  | …     | 11,1 %  | 10,2 % ▼ | 2,3 % ▼ | 5,0 % ▲ | 6,5 % ▲ | 9,1 % ▲ | 9,5 % ▲ | 4,9 % ▼ | 5,0 % ▲ | 6,7 % ▲ | 5,6 % ▼  | 5,3 % ▼  | 3,4 % ▼  | 6,7 % ▲  | 6,1 % ▼  | 2,7 % ▼  | 5,0 % ▲  |
| Staatsverschuldung (in Prozent des BIP) | …     | 20 %    | 21 % ▲   | 27 % ▲  | 25 % ▲  | 19 % ▼  | 19 % ▬  | 16 % ▼  | 16 % ▬  | 27 % ▲  | 25 % ▼  | 25 % ▬   | 25 % ▬   | 40 % ▲   | 45 % ▲   | 46 % ▲   | 66 % ▲   | 68 % ▲   |